# Alberto Capitta

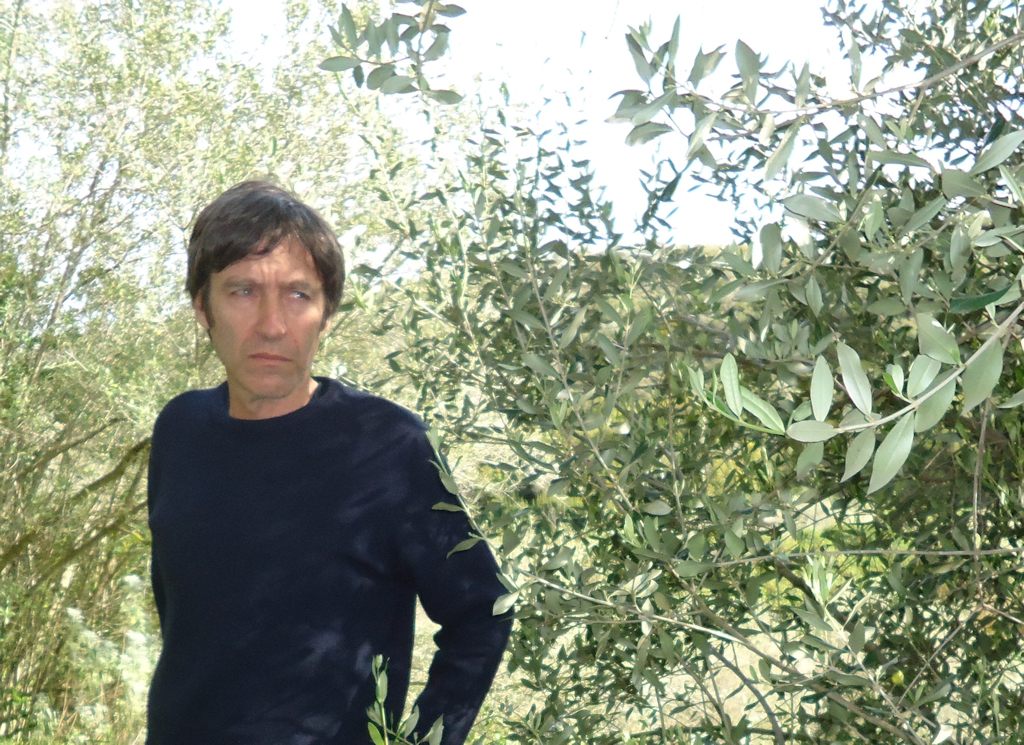
Alberto Capitta

Alberto Capitta (Sassari, 2 gennaio 1954) è uno scrittore, regista e attore italiano.

## Biografia
Nato a Sassari, Alberto Capitta è attore, regista e autore di testi teatrali ed è fondatore, insieme a Elda Broccardo, di Ariele Laboratorio. 
Ha esordito come romanziere con "Il cielo nevica" (Guaraldi 1999) seguito da "Creaturine" (Il Maestrale 2004 e Il Maestrale / Frassinelli 2005; tradotto in Francia), l'opera gli vale un posto di finalista al Premio Strega. Nel 2006 gli viene assegnato il premio "Lo Straniero", la rivista fondata e diretta da Goffredo Fofi, per essere, tra l'altro, "uno dei più interessanti tra gli scrittori di una straordinaria fioritura sarda" (Nuova letteratura sarda). Nel 2007 Il Maestrale ha ripubblicato il romanzo d'esordio "Il cielo nevica“ (Guaraldi, 1999). Del 2008 è il romanzo "Il giardino non esiste", sempre per Il Maestrale. Ha curato il volume “Evasioni d'inchiostro” (Voltalacarta Editrici, 2012), racconti, favole e poesie dal carcere di Badu 'e Carros di Nuoro.
Collabora con quotidiani (La Nuova Sardegna) e riviste (Lo Straniero, Gli Asini) e svolge attività didattico-teatrale nelle scuole.
Il suo quarto romanzo "Alberi erranti e naufraghi" si aggiudica il Premio Brancati per la narrativa nel settembre 2013 e il Premio Letterario Città di Osilo. È stato proclamato Libro dell'Anno 2013 dai lettori della trasmissione di RadioRai 3 Fahrenheit.
Il suo romanzo "L'ultima trasfigurazione di Ferdinand" è stato pubblicato nell'ottobre 2016, sempre per Il Maestrale di Nuoro ed è finalista al Premio Dessì 2017.
Nell'ottobre 2023 con l'editore Il Maestrale di Nuoro pubblica il suo sesto romanzo "La tesina di S.V." e contemporaneamente gli viene attribuito il Premio Angioni alla Carriera 2023 con la motivazione "(...)  personalità straordinaria e tra le più rilevanti della narrativa e del teatro isolano e italiano, Capitta è stato capace di coniugare etica ed estetica della sua poetica, annoverata fra le più alte della Nuova Letteratura sarda".

## Opere

### Romanzi

#### Autore
- Il cielo nevica, Guaraldi, 1999, ISBN 88-8049-181-4; Il Maestrale, 2007, ISBN 978-88-89801-04-8
- Creaturine, Il Maestrale, 2004, ISBN 978-88-86109-80-2; Il Maestrale / Frassinelli, 2005, ISBN 978-88-7684-871-1
- Il giardino non esiste, Il Maestrale, 2008, ISBN 978-88-89801-48-2
- Alberi erranti e naufraghi, Il Maestrale, 2013, ISBN 978-88-6429-123-9
- L'ultima trasfigurazione di Ferdinand, Il Maestrale, 2016, ISBN 978-88-6429-166-6
- La tesina di S.V., Il Maestrale, 2023, ISBN 978-88-6429-333-2
- La pastora,  Il Maestrale, 2025, ISBN 978-88-6429-387-5

#### Curatore
- Evasioni d'inchiostro (Voltalacarta Editrici, 2012)

### Libri Illustrati

#### Autore
- Quel mangione di Renato, Angelica Editore 2020 - Illustrazioni di Elda Broccardo ISBN 978-88-7896028-2
- Il cacciatore, Imago Edizioni 2021 - Illustrazioni di Elda Broccardo ISBN 978-88-8954563-8

### Teatro

#### Autore e regista
- Oceani (1986)
- Ahmar (1989)
- Hongos, abbracciavamo l'acqua tra le foglie (1989)
- Caino e Libia (1990)
- Torta di pere (1990)
- Los Hombres de Maiz (1992)
- Sassari città sommersa (1995)
- Francesco, dicono che salpò nell'Oltreaurora (1995)
- La canzone del passaggio (1999)

### Altro
- Il volume n.9 della collana Le montagne incantate (edita da Club Alpino Italiano e National Geographic Italia, 2019, ISBN 9771128561247 ) contiene un brano di Alberto Capitta.
- Il volume n.4 della collana Parchi d'Italia (edita da Club Alpino Italiano, la Repubblica e National Geographic Italia, 2021, ISBN 9771128561292) contiene un brano di Alberto Capitta.